# Ernst Kuchenbuch

Ernst Kuchenbuch als Direktor 1889

Ernst Ludwig August Moritz Kuchenbuch (* 23. Juli 1858 in Niederlößnitz; † 27. März 1902 in Dresden) war Landwirt, Soldat, USA-Auswanderer, tat Dienst in der amerikanischen Armee und wurde nach seiner Rückkehr ein Spitzenmanager der Gründerjahre, zunächst als Stationsleiter der Sächsisch-Böhmischen Dampfschiffahrtsgesellschaft in Aussig, dann ab 1894 als Direktor der Gesellschaft.
Er stand bis zu seinem Tod an der Spitze des Vorstands. Kaiser Franz Josef verlieh ihm 1901 aufgrund seiner Verdienste die Ritterwürde. Das Unternehmen lebt nach vielen Umwandlungen heute fort als „Sächsische Dampfschiffahrt“ und wirbt mit dem Slogan: „Willkommen an Bord der ältesten und größten Raddampferflotte der Welt.“, wobei die meisten Raddampfer der Flotte in der Zeit seiner Direktion gebaut oder für die Passagierfahrt eingerichtet wurden.

## Leben
Kuchenbuch wurde als Sohn des Weingutbesitzers und Kunstgärtners/Gartenarchitekts Carl Gottfried Emanuel Eugenius Kuchenbuch (Niederlößnitz, Paradiesstraße 19) geboren. Er besuchte die Schulen in Kötzschenbroda und Dresden und leistete seinen Militärdienst u. a. bei der sächsischen Artillerie. Er war anschließend zeitweise Gutsverwalter bei Bekannten und Verwandten, entschloss sich 1879 zur Auswanderung in die USA, trat in den Dienst in der amerikanischen Armee, zuerst als Kavallerist, dann betraut mit Spezialaufgaben in der Logistik, und hatte dabei offenbar die Gelegenheit, amerikanische Verkehrs- und Kommunikationssysteme gründlich kennenzulernen.
Im Jahr 1883 kehrte er aus Amerika zurück, heiratete in Aussig (Böhmen) und begann 1885 seine Tätigkeit bei der „Böhmisch Sächsischen Dampfschiffahrtsgesellschaft“ als Stationsleiter in Aussig. 1894 wurde er als Direktor der Gesellschaft nach Dresden berufen.
Anlässlich des Kaiser-Besuchs in Aussig im Jahr 1901 verlieh ihm Franz-Joseph I. die Ritterwürde verbunden mit einem Orden. Kuchenbuch starb im Jahr 1902 an den Spätfolgen einer Verletzung.
Kuchenbuch war der Vater des Schauspielers Eugen Herbert Kuchenbuch (1890–1985), der während seiner Zeit in Aussig geboren wurde.

## Werk

Das Prunkschiff „Habsburg“ während des Kaiserbesuchs von Franz Josef I. 1901

Sein Lebenswerk war der Aufbau der „Sächsisch-Böhmischen Dampfschiffahrtsgesellschaft“, das durch den Besuch des Kaisers und dessen offizieller Anerkennung seiner Dienste ihre Krönung fand. Ernst Kuchenbuch sorgte für einen modernen Aufbau der Reederei, zum Teil nach amerikanischem Vorbild, betrieb die Errichtung neuer Werftproduktionseinheiten, die Vermehrung der Landestationen, die zum Teil mit Dampfschiffhotels versehen wurden, weiterhin den technischen Ausbau des Fahrwassers der Elbe.
Er setzte den von seinem Vorgänger Oscar Ludwig Menzel begonnenen ungezügelten Schiffbau nahtlos fort. Unter seiner Regie wurden in den nächsten 5 Jahren 10 moderne Schiffe mit einer Passagierkapazität von 7.350 Personen gebaut. Die Anzahl der Schiffe stieg von 28 auf 36 und die Passagierkapazität von 17.000 auf 23.000 Personen. Der Höhepunkt der Gesellschaft war erreicht. Die Folge waren ein drastischer Rückgang der Auslastung der Schiffe und eine hohe Verschuldung der Gesellschaft. Die Dividendenzahlungen mussten daraufhin für mehrere Jahre eingestellt werden.
Seine Errungenschaften muss man deshalb auch kritisch sehen.
Die zeitgenössischen Nachrufe sprechen natürlich eine andere Sprache, wie im folgenden Beispiel: „Es ist nicht zum Wenigsten der Rührigkeit des Verstorbenen zu verdanken, dass z. B. die Personenfrequenz der Gesellschaft sich auf ca 3 ½ Mill. Passagiere jährlich steigerte, und infolge der vielen geschaffenen Annehmlichkeiten noch weiter im Fortschritt begriffen ist. Kuchenbuch, welcher eine reiche umfassende Erfahrung auf allen Gebieten des Binnenschiffahrtsverkehrs besaß, versäumte nicht, diese in den Dienst der Sache zu stellen. Man denke nur an die Neueinrichtungen der letzten Jahre, so wird man sich um so weniger der Erkenntnis weder entziehen können noch wollen, daß mit dem Entschlafenen eine große Kraft leider verloren gegangen ist. Die Einführung der Salonfahrten, der Eilfahrten, Konzertfahrten des ausgedehnten Paket- und Frachtverkehrs ist lediglich seiner Initiative zu verdanken. Eine ganz besondere Beachtung durch das Publikum erfuhr speziell die Institution des Kilometerabonnements, das nach amerikanischem Muster eingerichtet, den Passagieren nach jeder Richtung hin eine Menge schätzenswerter Annehmlichkeiten bot. Die Gesellschaft war sich bewußt, wieviel sie seiner Arbeitsfreudigkeit und Intelligenz zu verdanken habe, und so stellte sie nach Umwandlung ihres Unternehmens in eine Aktiengesellschaft 1900 Herrn Direktor Kuchenbuch an die Spitze des Vorstandes, ihm hierdurch die beste Gelegenheit gebend, seiner Initiative weitesten Spielraum lassen zu können …“
Wie aus dem zitierten und anderen Nachrufen hervorgeht, war die Umwandlung und Erweiterung der Elbdampfschiffunternehmung zu einer modernen Passagier- und Transportflotte um die Jahrhundertwende wesentlich das Werk von Ernst Kuchenbuch. Der Besuch des Kaisers Franz Joseph in Aussig 1901 und der Empfang auf dem eigens zu diesem Zweck ausgestatteten Prunkschiff „Habsburg“ galt damals als ein diplomatisch-politisches Ereignis, ebenso wie die Ordensverleihung an Ernst Kuchenbuch. Franz Joseph I. hatte damit unter anderem sein Interesse an der Offenhaltung der Wasserwege Österreichs nach Norden bekundet. Das Schifffahrtsunternehmen lebt auch heute, nach verschiedenen nationalen, gesellschaftlichen, ökonomischen Umwandlungen fort unter dem Namen „Sächsische Dampfschiffahrt“. Abgesehen von seinen Verdiensten für die Schiffbarkeit der Elbe und vielen anderen, auch touristischen Einrichtungen, ist erwähnenswert, dass viele Schiffe aus der Amtszeit von Ernst Kuchenbuch, der angeblich „ältesten und größten Raddampferflotte der Welt“, noch heute die Elbe befahren.